# Arapahoe (Wyoming)
Arapahoe – jednostka osadnicza w Stanach Zjednoczonych, w stanie Wyoming, w hrabstwie Fremont.